# Oklahoma City Streetcar

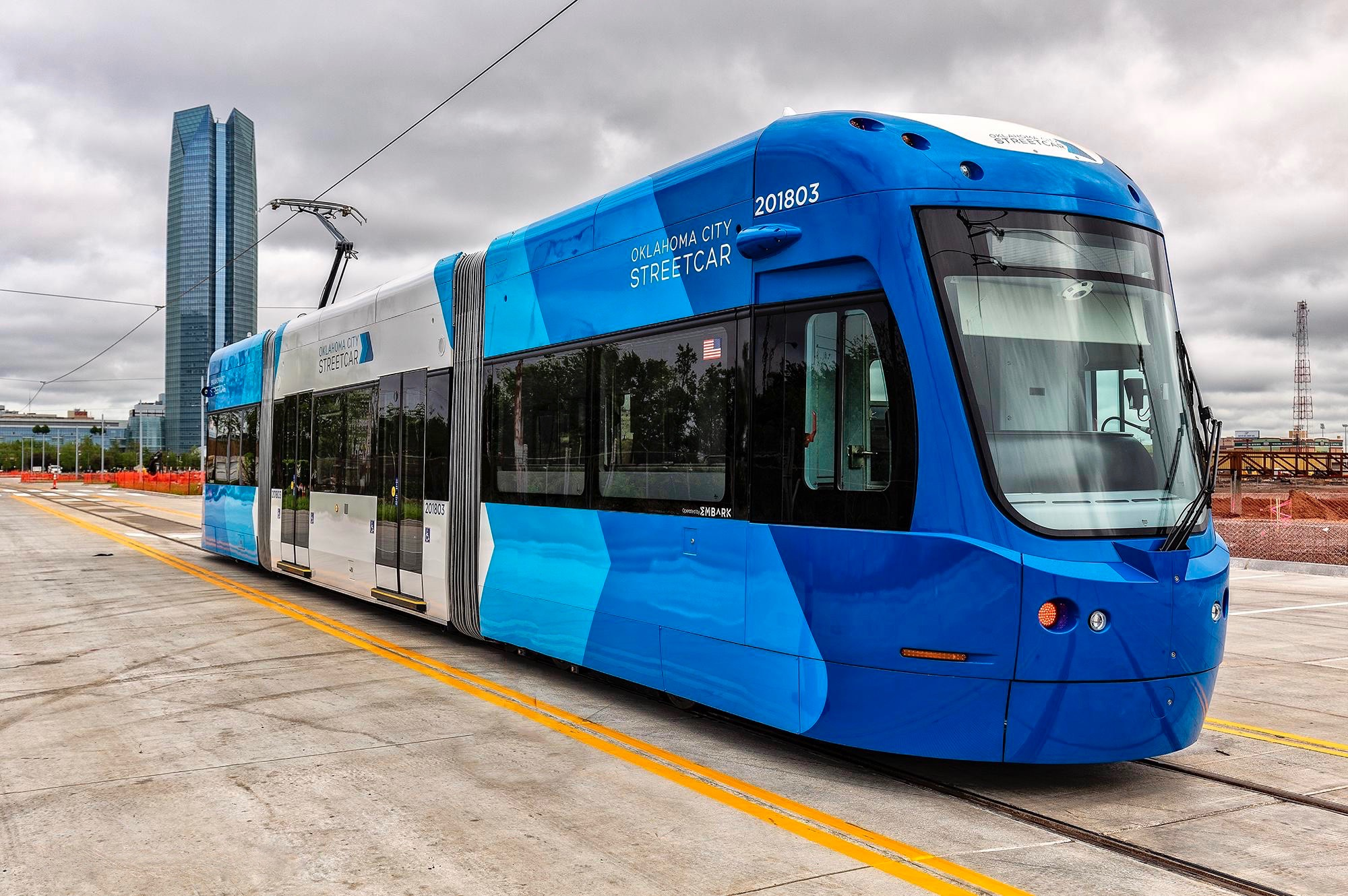
En av de tre färgsättningarna: klart himmelsblått. De andra är rött och grönt.

Oklahoma City Streetcar är ett spårvägssystem i Oklahoma City i delstaten Oklahoma i USA. Det har en spårlängd på 7,7 kilometer och knyter, med två linjer, ihop Oklahoma Citys kommersiella centrum med nöjesdistriktet Bricktown.
Planen för en spårväg i gatunätet i Oklahoma City lades fram i en utredning 2005. En lokal omröstning visade en majoritet för idén och stadsfullmäktige inkluderade spårvägen i en kommunal utvecklingsplan, finansierad med en lokal omsättningsskatt. Anläggningen påbörjades i februari 2017.
Spårvägen invigdes i december 2018. Den trafikeras av sju låggolvsspårvagnar av modell Brookville Liberty Modern Streetcar.

## Drift
Spårvägen tillhör EMBARK, en enhet inom staden Oklahoma med ansvar för kollektivtrafik och parkeringar. Spårvägen drivs på kontrakt av det privata företaget Herzog Transit Services.